# Харошті
Кхароштхі (Kharoṣṭhī) — абугіда, яка використовувалася для запису мови гандхарі (Gāndhārī — одна із середньоіндійських мов (пракритів)). Поширене спочатку було на землях Гандхари (північ Пакистану та схід Афганістану), пізніше — в Центральній Азії (Сіньцзян-Уйгурський автономний район, Китай). Це одне з двох давніх індійських систем письма — другим древнім письмом є брахмі. Але на відміну від брахмі, від якого виникли багато сучасних індійських писемностей, кхароштхі не залишило нащадків. Письмо кхароштхі виникло від арамейського алфавіту. Точний час виникнення письма не відомий, але вважається що це сталося десь між 559 та 336 роками до н. е., тобто в часи ахемендіського панування на землях Гандхари. Вперше це письмо з'являється у написах царя Ашоки, які були знайдені в Шахбазгархі та Мансехрі (приблизно 250 рік до н. е.); також цим письмом зроблені написи на багатьох індогрецьких та індоскіфських монетах (175 р. до н. е. — 1 ст. н. е.). Письмо кхароштхі використовувалося у Гандхарі та довколишніх землях приблизно до середини 3 ст. н. е., після чого в цих місцях було забуте. Також це письмо використовувалося для офіційних документів в центральноазійських містах Хотан, Крораіна (Лоулан) та Нія впродовж 3 — 4 ст. н. е. У місті Куча та в оточуючих містах, які знаходилися вздовж північної гілки Великого шовкового шляху, кхароштхі, можливо, збереглося аж до 7 ст. н. е. Було знайдено більше 700 документів, написаних письмом кхароштхі, на землях сучасного Сіньцзян-Уйгурського автономного району в містах Нія, Хотан, Ендере, Лоулан. Напрямок письма — справа наліво, але є невелика кількість написів, написаних зліва направо.

## Знаки письма

### Незалежні знаки для голосних
| Символ в Юнікоді | Малюнок                    | Транскрипція IAST | Транскрипція МФА |
| ---------------- | -------------------------- | ----------------- | ---------------- |
| 𐨀                | Буква А. Письмо кхароштхі. | a                 |                  |

У письмі кхароштхі був лише один незалежний знак для голосних — для голосного a. Інші голосні (як і довгота голосних) передавалися додавання відповідних залежних знаків для голосних і для довготи голосних до незалежного знаку для голосного a.

### Залежні знаки для голосних
| Символ в Юнікоді | Малюнок                                                   | Транскрипція IAST | Транскрипція МФА |
| ---------------- | --------------------------------------------------------- | ----------------- | ---------------- |
| 𐨁                 | Буква I (залежний знак). Письмо кхароштхі.                | і                 |                  |
| 𐨂                 | Буква U (залежний знак). Письмо кхароштхі.                | u                 |                  |
| 𐨃                 | Буква складове R (залежний знак). Письмо кхароштхі.       | ṛ                 |                  |
| 𐨅                 | Буква E (залежний знак). Письмо кхароштхі.                | е                 |                  |
| 𐨆                 | Буква O (залежний знак). Письмо кхароштхі.                | о                 |                  |
| 𐨌                 | Знак довготи голосного (залежний знак). Письмо кхароштхі. |                   |                  |

Залежні знаки для голосних слугують для заміни прикріпленого короткого голосного а в знаках для приголосних на потрібний голосний, або для написання інших голосних шляхом приєднання цих знаків до незалежного знак для голосного а. Довгі голосні позначалися на письмі лише в деяких рукописах (наприклад, з міста Нія) — тобто, можна було передати голосні ā, ī, ū, ṝ. Шляхом додавання знака довготи голосних до знаків для голосних е та о, передавалися дифтонги аі і аu відповідно.

### Приголосні
| Символ в Юнікоді | Малюнок                       | Транскрипція IAST | Транскрипція МФА |
| ---------------- | ----------------------------- | ----------------- | ---------------- |
| 𐨐                | Буква KА. Письмо кхароштхі.   | kа                |                  |
| 𐨑                | Буква KHА. Письмо кхароштхі.  | kha               |                  |
| 𐨒                | Буква GА. Письмо кхароштхі.   | ga                |                  |
| 𐨓                | Буква GHА. Письмо кхароштхі.  | gha               |                  |
| 𐨕                | Буква CА. Письмо кхароштхі.   | cа                |                  |
| 𐨖                | Буква CHА. Письмо кхароштхі.  | cha               |                  |
| 𐨗                | Буква JА. Письмо кхароштхі.   | ja                |                  |
| 𐨙                | Буква NYА. Письмо кхароштхі.  | ñа                |                  |
| 𐨚                | Буква TTА. Письмо кхароштхі.  | ṭа                |                  |
| 𐨛                | Буква TTHА. Письмо кхароштхі. | ṭha               |                  |
| 𐨜                | Буква DDА. Письмо кхароштхі.  | ḍа                |                  |
| 𐨝                | Буква DDHА. Письмо кхароштхі. | ḍha               |                  |
| 𐨞                | Буква NNА. Письмо кхароштхі.  | ṇa                |                  |
| 𐨟                | Буква TА. Письмо кхароштхі.   | ta                |                  |
| 𐨠                | Буква THА. Письмо кхароштхі.  | tha               |                  |
| 𐨡                | Буква DА. Письмо кхароштхі.   | da                |                  |
| 𐨢                | Буква DHА. Письмо кхароштхі.  | dha               |                  |
| 𐨣                | Буква NА. Письмо кхароштхі.   | nа                |                  |
| 𐨤                | Буква PА. Письмо кхароштхі.   | pа                |                  |
| 𐨥                | Буква PHА. Письмо кхароштхі.  | pha               |                  |
| 𐨦                | Буква BА. Письмо кхароштхі.   | ba                |                  |
| 𐨧                | Буква BHА. Письмо кхароштхі.  | bha               |                  |
| 𐨨                | Буква MА. Письмо кхароштхі.   | mа                |                  |
| 𐨩                | Буква YА. Письмо кхароштхі.   | yа                |                  |
| 𐨪                | Буква RА. Письмо кхароштхі.   | ra                |                  |
| 𐨫                | Буква LА. Письмо кхароштхі.   | la                |                  |
| 𐨬                | Буква VA. Письмо кхароштхі.   | va                |                  |
| 𐨭                | Буква SHA. Письмо кхароштхі.  | śa                |                  |
| 𐨮                | Буква SSА. Письмо кхароштхі.  | ṣa                |                  |
| 𐨯                | Буква SА. Письмо кхароштхі.   | sa                |                  |
| 𐨰                | Буква ZА. Письмо кхароштхі.   | za                |                  |
| 𐨱                | Буква HА. Письмо кхароштхі.   | ha                |                  |

Кожен знак являє собою склад, що складається з приголосного та прикріпленого короткого голосного а. Щоб змінити в складі цей голосний на інший, або щоб позначити, наприклад, назалізацію, до цього знаку дописують залежний знак для потрібного голосного, або залежний знак для назалізації.
Вірами як окремого знаку в письмі кхароштхі нема. Якщо потрібно передати кінцевий приголосний в слові, то складовий знак з прикріпленим голосним а, що містить цей приголосний, дописують знизу зліва до попереднього знаку. Скупчення приголосних передають за допомогою лігатур.

### Інші знаки

#### Залежні знаки для зміни голосних
| Символ в Юнікоді | Малюнок                                                | Назва                   |
| ---------------- | ------------------------------------------------------ | ----------------------- |
| 𐨍                 | Подвійне коло знизу (залежний знак). Письмо кхароштхі. | «подвійне кільце знизу» |
| 𐨎                 | Анусвара (залежний знак). Письмо кхароштхі.            | анусвара                |
| 𐨏                 | Вісарґа (залежний знак). Письмо кхароштхі.             | вісарґа                 |

«Подвійне коло знизу» — залежний знак, використовувався зі знаками для голосних а і u. Його призначення поки не з'ясоване.
Анусвара — залежний знак для позначення носового призвуку в кінці голосного звуку, або для позначення назалізації голосного.
Вісарґа — залежний знак, що позначає придих після голосного; іноді використовується як знак довготи голосних.

#### Залежні знаки для зміни приголосних
| Символ в Юнікоді | Малюнок                                             | Назва              |
| ---------------- | --------------------------------------------------- | ------------------ |
| 𐨸                 | Риска зверху (залежний знак). Письмо кхароштхі.     | «риска зверху»     |
| 𐨹                 | Коса риска знизу (залежний знак). Письмо кхароштхі. | «коса риска знизу» |
| 𐨺                 | Крапка знизу (залежний знак). Письмо кхароштхі.     | «крапка знизу»     |

«Риска зверху» — залежний знак, що використовується для позначення назалізації або аспірації приголосних. В рукописах цей знак використовувався зі складовими знаками ga, ca, ja, na, ma, śa, ṣa, sa, ha.
«Коса риска знизу» — залежний знак, який використовується для позначення фрикативізації приголосних. В рукописах цей знак використовувався зі складовими знаками ga, ja, ḍа, ta, da, pa, ya, va, śa, sa.
«Крапка знизу» —залежний знак, значення якого ще не з'ясоване. В рукописах цей знак використовувався зі складовими знаками ma, ha.

#### Особливі змінені приголосні
| Символ в Юнікоді | Малюнок                        | Транскрипція |
| ---------------- | ------------------------------ | ------------ |
| 𐨲                | Буква KKА. Письмо кхароштхі.   | ḱa           |
| 𐨳                | Буква TTTHА. Письмо кхароштхі. | ṭ́ha          |

Ці знаки не можна отримати модифікацією знаків kа і ṭha залежними знаками для зміни приголосних. Тому ці змінені знаки для приголосних внесені в Юнікод окремо.

## Зразки письма

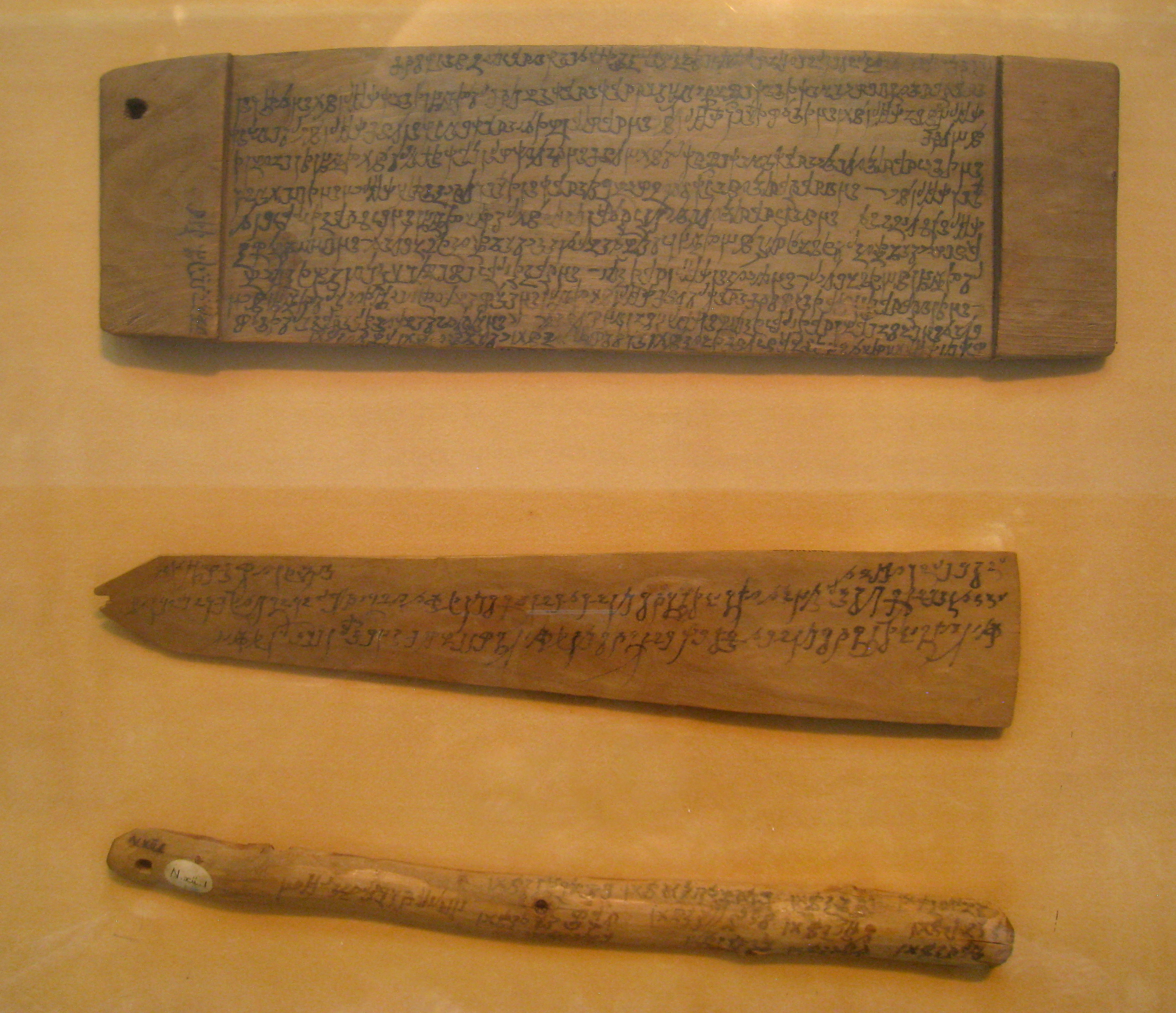
Рукопис кхароштхі на дереві. Нія, 3 ст. н. е.
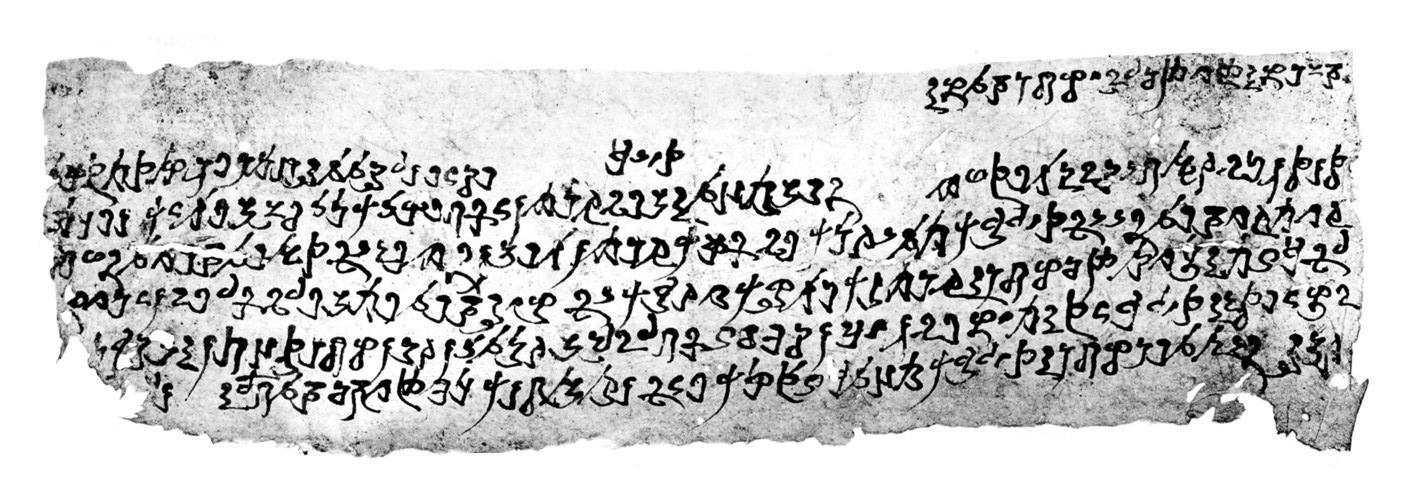
Рукопис кхароштхі. Лоулан.
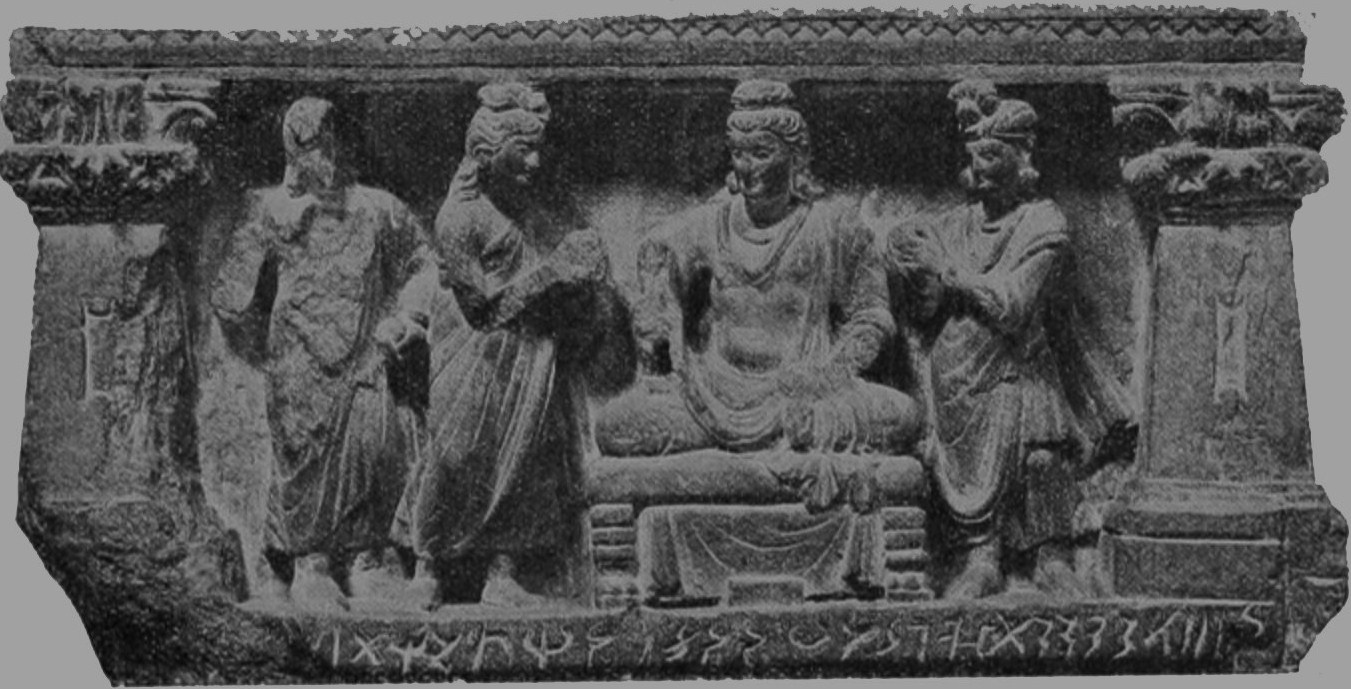
Напис кхароштхі на барельєфі. Пакистан.
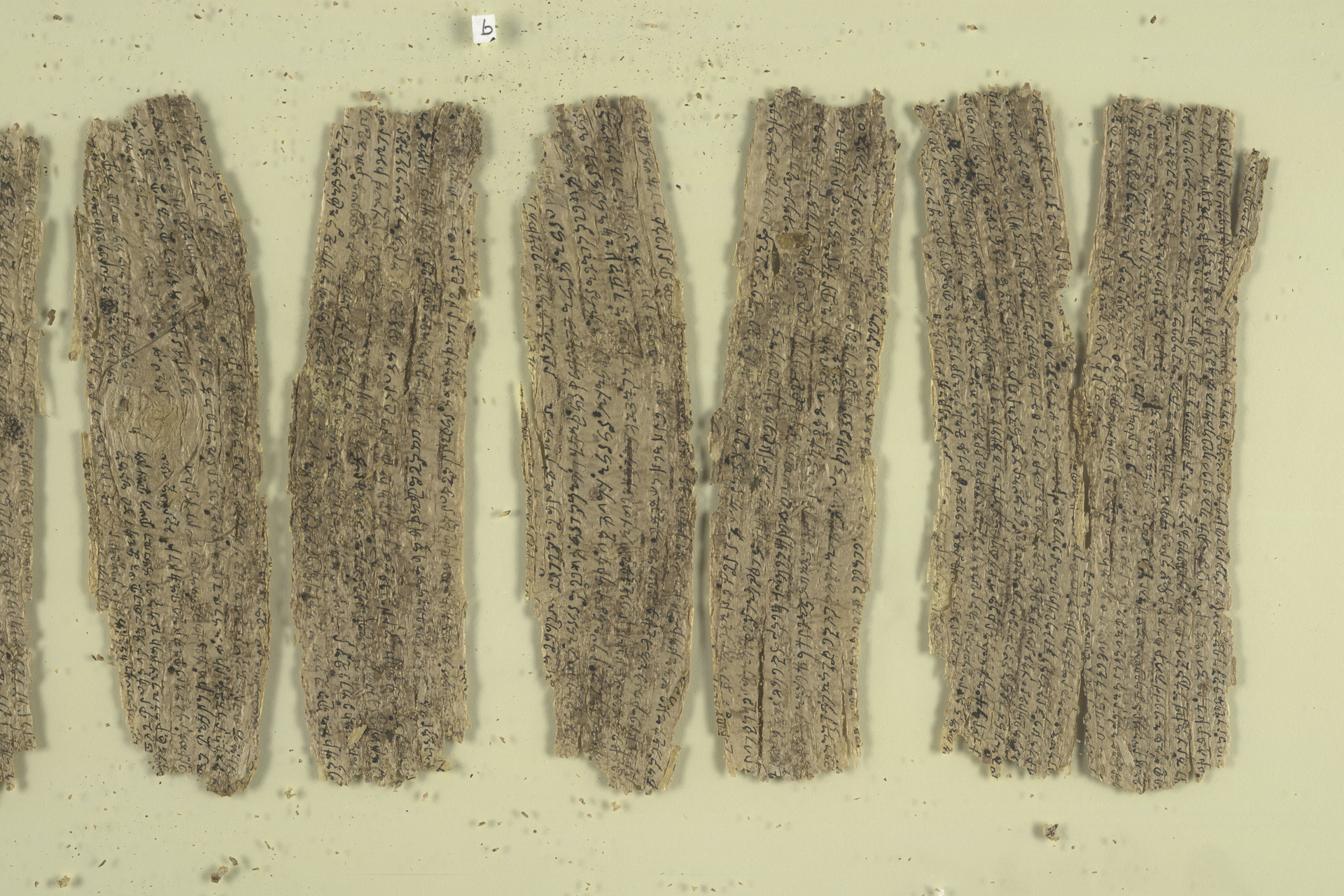
Буддистський текст, написаний письмом кхароштхі на березовій корі. 1 ст. н. е., Ґандхара.